# Antiga Casa de la Vila de Gavà
L'Antiga Casa de la Vila de Gavà és un edifici del municipi de Gavà (Baix Llobregat) que forma part de l'Inventari del Patrimoni Arquitectònic de Catalunya.

## Descripció
És un edifici cantonera, de planta rectangular, planta baixa i pis. Obertures allindanades, motllures, tarja i reixes de forja. Porta d'accés amb semi pilastres estriades d'estil dòric fan de suport al cos principal del balcó. Aquest discorre por tota la façana amb solució arrodonida a la cantonada. A l'interior, una escalinata dona monumentalitat al vestíbul. Corona l'edifici una filada de carteles i cornisa amb motllures.

## Història
L'Ajuntament fou inaugurat el 29 de juny del 1927, després que l'any 1885 s'hagués comprat el solar a la família Lluch. Al llarg del temps, l'edifici havia estat situat en diferents cases de la població. Hem de subratllar la seva correcta intervenció a l'entorn urbà.